# Barcelonas pendeltåg
|  |  | Unknown BSicon "tSTRa" |

|  |  | Unknown BSicon "tBHF" |

|  | Unknown BSicon "tSTR+l" | Unknown BSicon "tABZgr" |  |

|  | Unknown BSicon "tBHF" | Unknown BSicon "tSTR" |  |

|  | Unknown BSicon "tSTR" | Unknown BSicon "tBHF" |  |

| Head station | Unknown BSicon "tSTR" | Unknown BSicon "tSTR" |  |

| Unknown BSicon "tSTRa" | Unknown BSicon "tBHF" | Unknown BSicon "tSTR" |  |

| Unknown BSicon "tSTRl" | Unknown BSicon "tKRZt" | Unknown BSicon "tABZgr" |  |

|  | Unknown BSicon "tABZgl" | Unknown BSicon "tKRZt" | Unknown BSicon "tSTR+r" |

|  | Unknown BSicon "tSTRl" | Unknown BSicon "tABZg+r" | Unknown BSicon "tSTR" |

|  |  | Unknown BSicon "tBHF" | Unknown BSicon "tSTR" |

|  |  | Unknown BSicon "tSTRe" | Unknown BSicon "tSTR" |

|  |  |  | Unknown BSicon "tBHF" |

|  |  |  | Unknown BSicon "tBHF" |

|  |  |  | Unknown BSicon "tSTRe" |

|  |  |  |  |

Barcelonas pendeltåg (på katalanska Rodalies Barcelona, Barcelonas lokaltåg), pendeltågsnät i Barcelona. Barcelonas pendeltåg trafikeras av det spanska statliga järnvägsbolaget Renfe men organiseras av den katalanska staten under varumärket Rodalies de Catalunya. 
Pendeltågsnätet består idag av 6 linjer och omfattar 467 km med gemensamma sträckor exkluderade. Varje dag görs 777 turer på nätet varav samtliga passerar genom Barcelonas centralstation. Det finns runt 15 km tunnlar på nätet inom Barcelona som kan fungera som en slags snabbtunnelbana. Stationerna i centrum är alla underjordiska. Man har inte velat bygga högbanor i den stora tätt bebyggda staden. Barcelona har länge varit noga med stadens gestaltning och arkitektur.
Hela nätet är sedan 1 januari 2002 integrerat med övrig kollektivtrafik, till exempel Barcelonas tunnelbana och spårvagnar och bussar under gemensam taxa. Större delen av nätet är dubbelspårigt, linje 3 som huvudsakligen är enkelspårig skall enligt planerna byggas om till dubbelspår.

## Historia
Lokaltrafik på järnvägslinjerna runt Barcelona har bedrivit sedan 1800-talet, efter att sträckan Plaça de Catalunya-Manresa elektrifierats 1928 påbörjades den första förortstrafiken med elmotorvagnar. 1934 utökades vagnparken med licenstillverkade amerikanska elmotorvagnar. Vagnarna som levererades i tre serier åren 1934/1935, 1943/1945 samt 1956/1957 utgjorde huvuddelen av tågen när Renfe drog igång pendeltågstrafiken i slutet av 1950-talet. Som kuriosa kan nämnas att sträckan Plaça de Catalunya-Terrassa enligt 1935 års tidtabell avverkades 5 minuter snabbare än 2008 år dito. 
Pendeltågstrafiken i Barcelona lanserades 1958 med nya elmotorvagnar inköpta ifrån Schweiz efter att elektrifieringen av järnvägsnätet i och kring staden färdigställts. Vagnarna som även var avsedda att användas i regionaltrafik var från början utrustade med både andra och tredje klass, den senare togs bort 1973. Den första linjen som öppnades var Barcelona-Granollers i april 1958, turtätheten var dock låg, först 1971 påbörjades halvtimmestrafik på sträckan. I augusti 1958 öppnades linjen Barcelona-Mataró som kan sägas vara den första egentliga pendeltågslinjen då den redan från början hade halvtimmestrafik. Aragótunneln invigdes 1960 efter att man täckt över spåret i centrala staden mellan El Clot-Aragó och Passeig de Gràcia.
1971 ökades turtätheten till fyra tåg i timmen på sträckan Barcelona-Mataró. För att kunna öka turtätheten på övriga linjer som dessförinnan begränsats av att Barcelona Término (Barcelona Franca) hade kapacitetsbrist, öppnades 1973 de första genomgående pendeltågslinjerna efter att linjen Barcelona-Granollers slagits ihop med linjerna Barcelona-Vilanova i la Geltrú och Barcelona-Vilafranca del Penedés. En förlängning av Aragótunneln innebar att tågen inte längre behövde passera Barcelona Término. 1975 öppnades linjen mellan flygplatsen och Barcelona Sants.
1977 togs Meridianatunneln mellan Plaça de Catalunya och Barcelona Sants i drift vilket möjliggjorde öppnandet av linjen Molins de Rei-Terrassa som senare förlängdes och blev dagens linje 4. 1980 fastställdes de definitiva sträckningarna för linjerna 1 till 4 samt zonindelningen av nätet. Inför 1992 års olympiska spel ändrades sträckningen av linje 1 när kustjärnvägen Barcelona Término-Sant Adrià de Besòs stängdes och revs, istället blev L'Hospitalet de Llobregat samt flygplatsen nya ändstationer. I samband med byggandet av höghastighetsjärnvägen Madrid-Barcelona-Figueras har linjenätet ändrats vid flera tillfällen. 

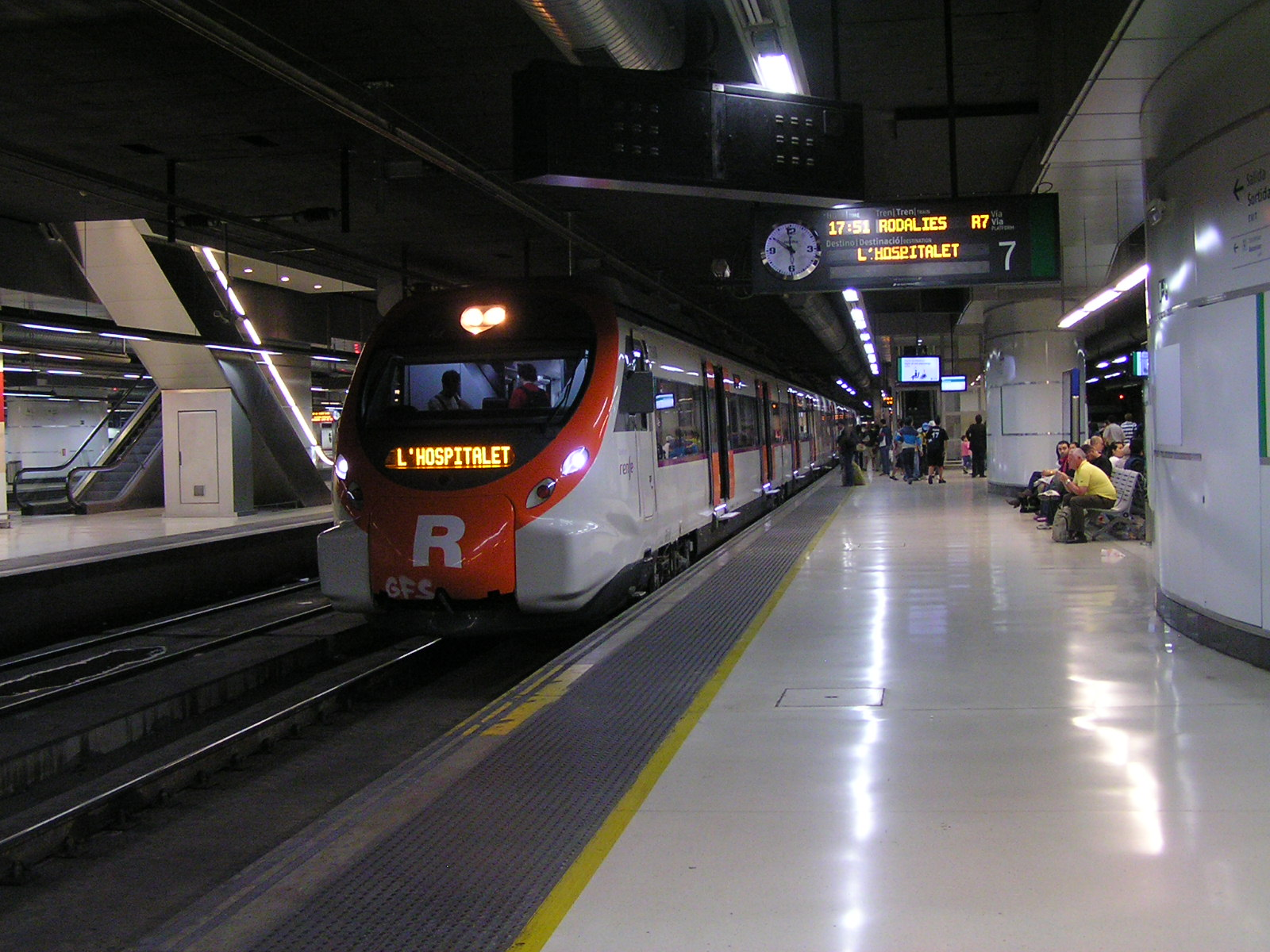
Barcelona-Sants
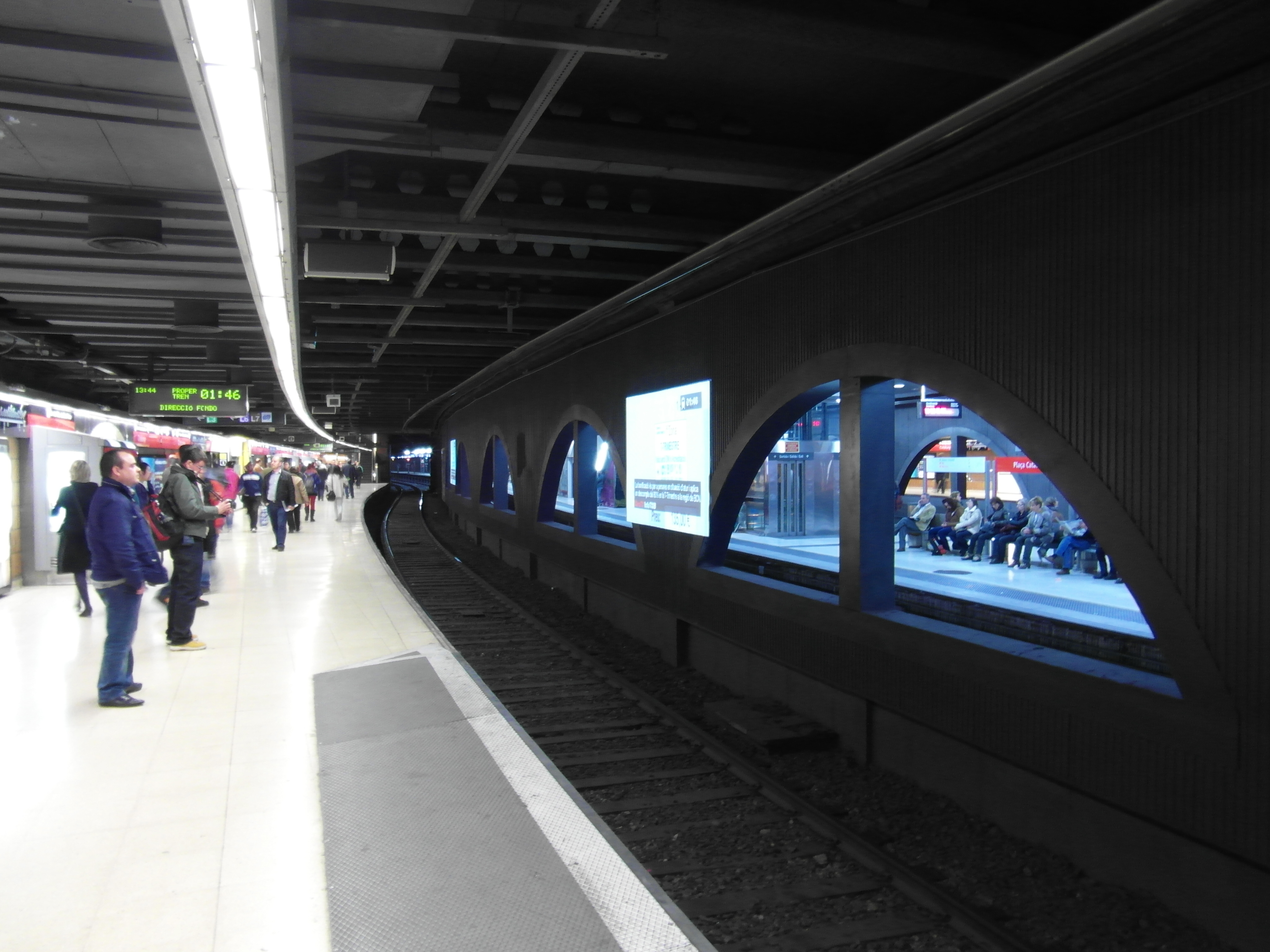
Catalunya
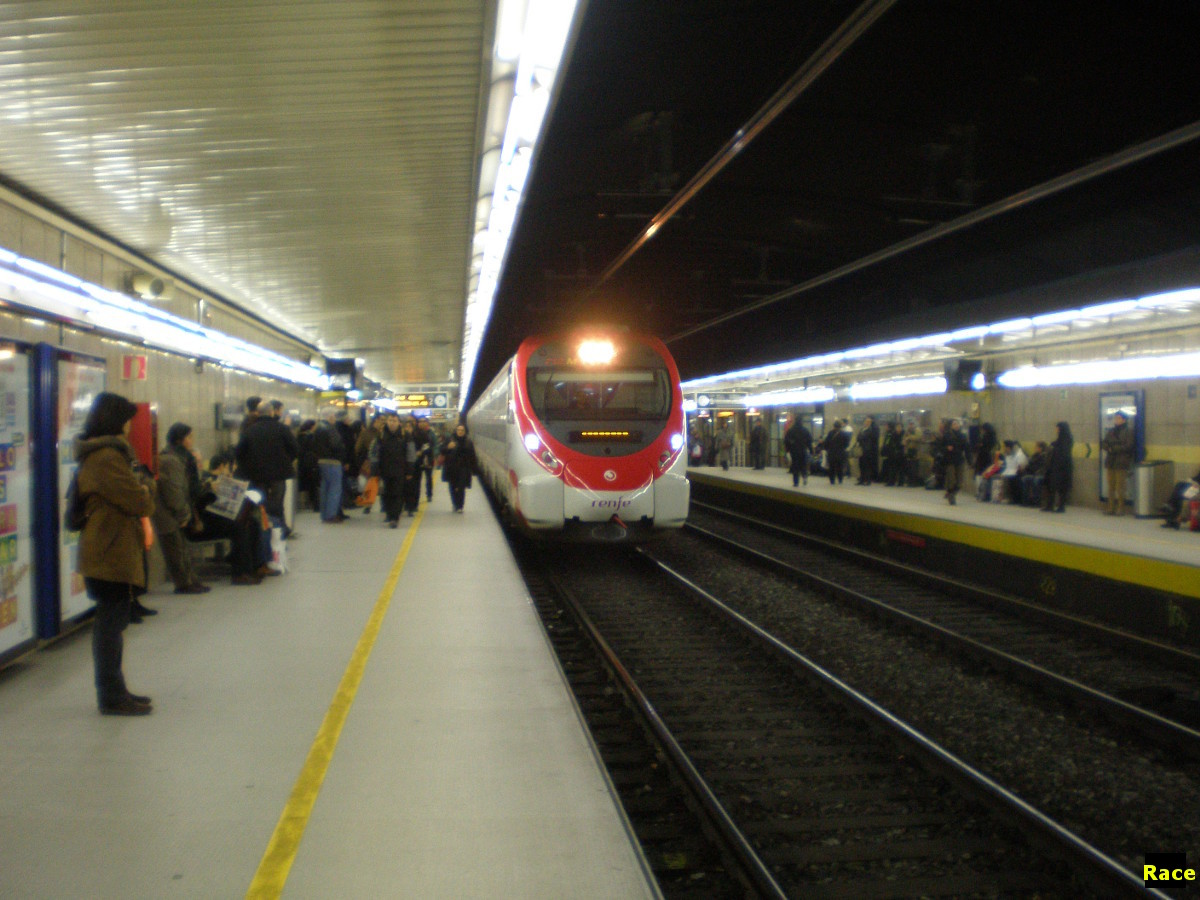
Passeig de Gràcia
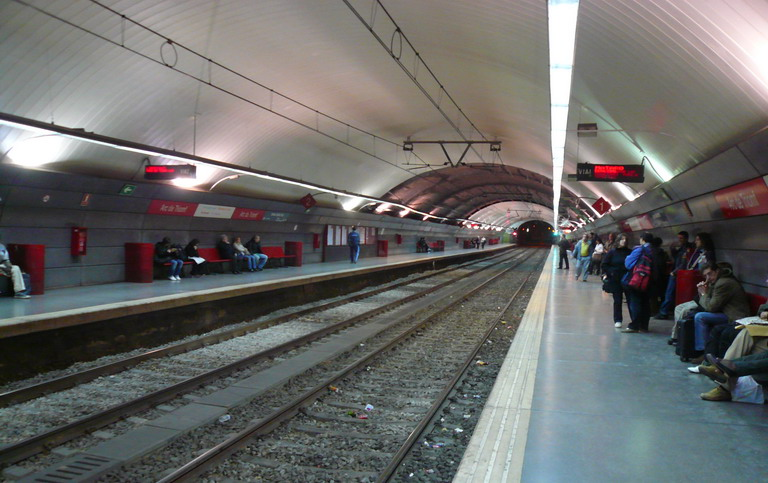
Arc de Triomf
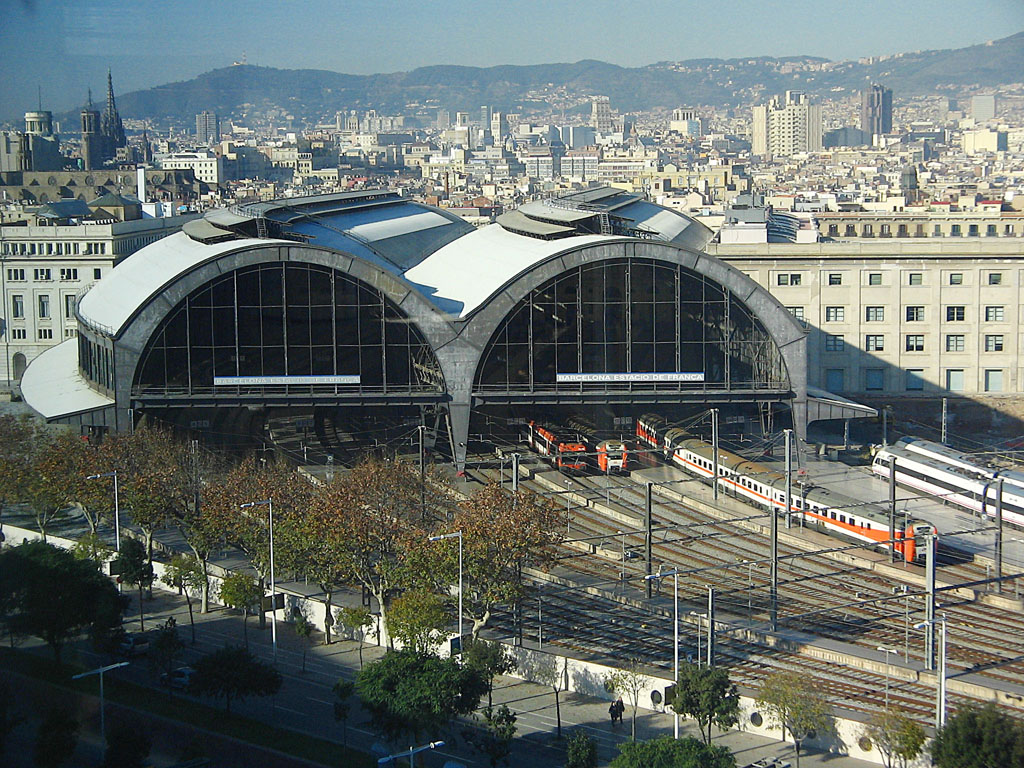
Barcelona-França

## Linjer

### Linjer löper genomRenfe Operadora
| Linje | Sträcka |
|       | Molins de Rei - L'Hospitalet de Llobregat - Mataró - Arenys de Mar - Calella - Blanes - Maçanet-Massanes                                                |
|       | Aeroport - Granollers Centre - Sant Celoni - Maçanet-Massanes                                                                                           |
|       | Castelldefels - Granollers Centre |
|       | Sant Vicenç de Calders - Vilanova i La Geltrú - Castelldefels - Estació de França                                                                       |
|       | L'Hospitalet de Llobregat - Granollers Canovelles - La Garriga - Vic - Ripoll - Ribes de Fresser - Puigcerdà - La tor de Querol (Tidigare Regional Ca5) |
|       | Sant Vicenç de Calders - Vilafranca del Penedès - Martorell - L'Hospitalet del Llobregat - Sabadell - Terrassa - Manresa                                |
|       | Sant Andreu Arenal - Cerdanyola Universitat |
|       | Martorell - Granollers Centre (door Cerdanyola Universitat)                                                                                             |

Trafiken på de olika linjerna är ganska skiftande, den tätast trafikerade linjen är linje 1 med ett grundutbud på 8-9 avgångar i timmen mellan Mataró och L'Hospitalet de Llobregat följt av linje 2 med 5-6 avgångar i timmen mellan Castelldefels och Sant Andreu Comtal. På de yttre delarna av nätet 50-70km utanför Barcelona är trafiken gles med som bäst halvtimmestrafik. 
Genom Barcelona på sträckan Arc de Triomf-L'Hospitalet de Llobregat som delas mellan linjerna 1, 3, 4 och 7, är turtätheten 15-20 tåg i timmen. Den hårdast trafikerade stationen är Barcelona Sants som passeras av samtliga 777 dagliga turer. Under 2006 gjordes i genomsnitt 410 000 resor varje dag. En tredubbling i jämförelse med 1989 då antalet resor uppgick till 140 000 per dag.
Linje 3 är egentligen 166 km lång och sträcker sig ända till den franska gränsstationen La Tor de Querol men trafikeras som pendeltågslinje endast mellan L'Hospitalet de Llobregat och Vic.

### Linjer som drivs av Ferrocarrils de la Generalitat de Catalunya
Utöver de pendeltågslinjer som finns på det spanska statliga bredspåriga järnvägsnätet finns det ytterligare järnvägslinjer i Barcelonas storstadsområde som trafikeras med lokaltåg. Dessa drivs av det katalanska statliga järnvägsbolaget FGC (Ferrocarrils de la Generalitat de Catalunya). På två mindre järnvägsnät, ett smalspårigt som går under namnet metro del Baix Llobregat samt ett normalspårigt som går under namnet metro del Valles. De här järnvägarna vars linjer inte behandlas i historieavsnittet ovan trafikeras med mindre tågsätt (normal 3 eller 4 vagnar) men med tätare turtabell.

### Linje Barcelona-Vallés
| Linje | Sträcka                                                       |
|       | Barcelona-Plaça Catalunya - Sant Cugat - Terrassa-Rambla      |
|       | Barcelona-Plaça Catalunya - Sant Cugat - Sabadell-Rambla      |
|       | Barcelona-Plaça Catalunya - Sant Cugat - Rubí                 |
|       | Barcelona Plaça Catalunya - Sant Cugat - Universitat Autónoma |

### Linje Llobregat-Anoia
| Linje | Sträcka                                                                                             |
|       | Barcelona-Plaça Espanya - Can Ros                                                                   |
|       | Barcelona-Plaça Espanya - Martorell Enllaç - Olesa de Montserrat                                    |
|       | Barcelona-Plaça Espanya - Martorell Enllaç                                                          |
|       | Barcelona-Plaça Espanya - Martorell Enllaç - Aeri de Montserrat - Monistrol de Montserrat - Manresa |
|       | Barcelona-Plaça Espanya - Martorell Enllaç - Igualada                                               |
|       | Barcelona-Plaça Espanya - Martorell Central - Aeri de Montserrat - Manresa (Semidirect)             |
|       | Barcelona-Plaça Espanya - Martorell Central - Igualada (Semidirect)                                 |

## Galleri

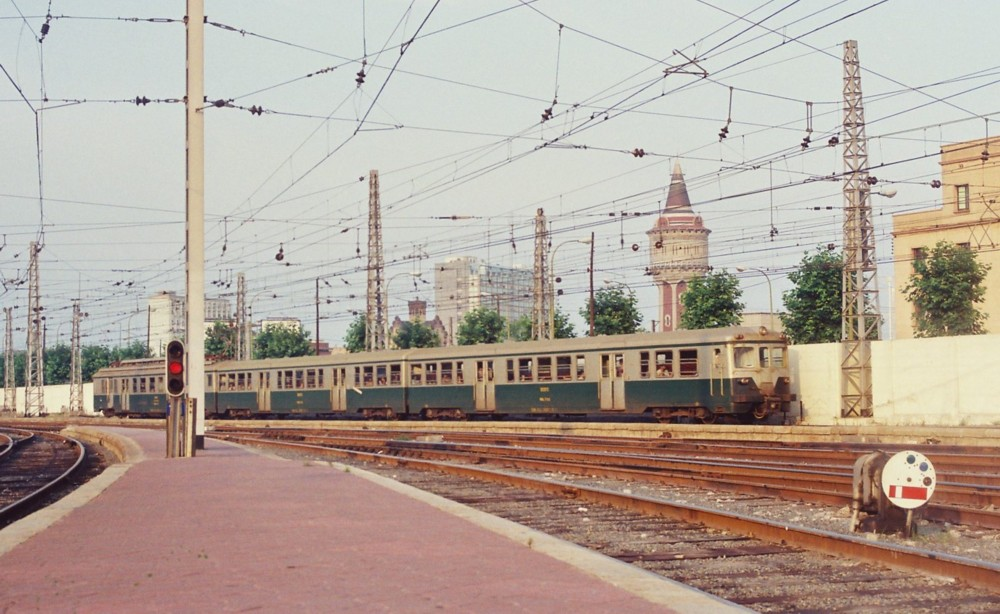
Serie 436 från 1958.
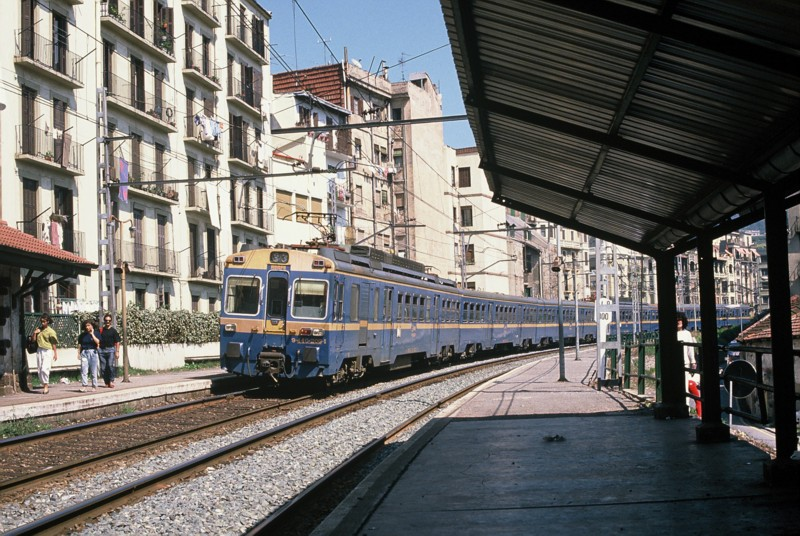
Serie 440 från 1974.
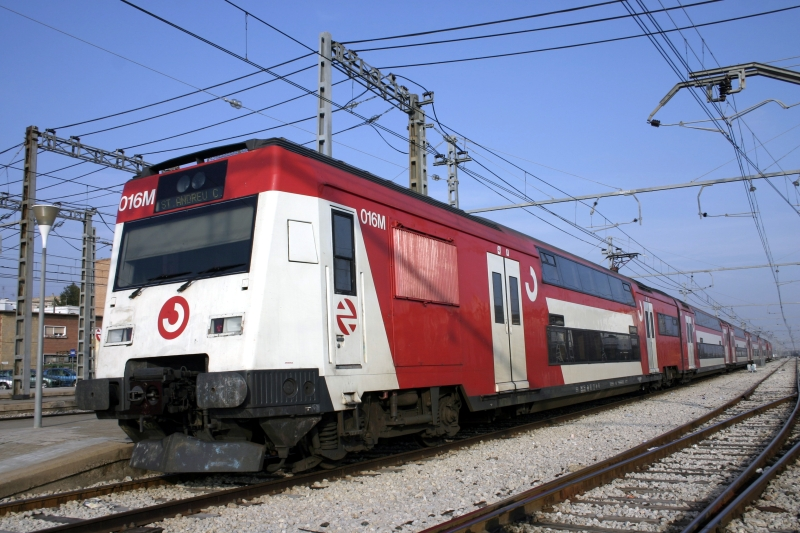
Serie 450 från 1990.
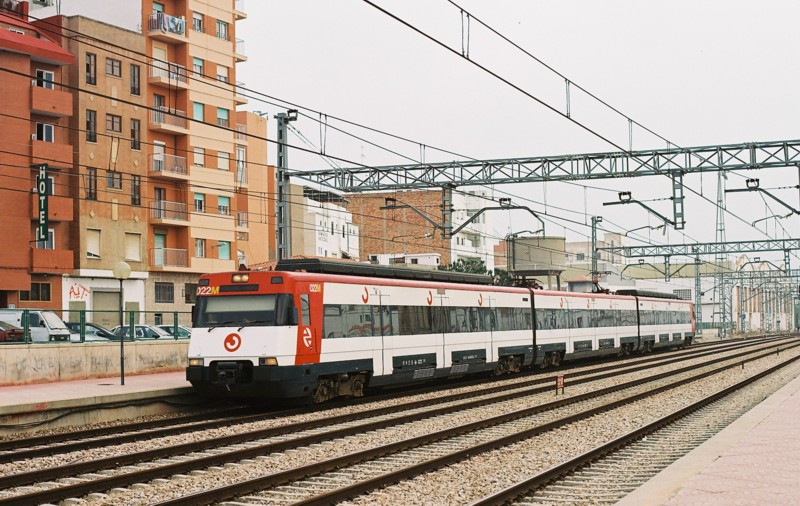
Serie 447 från 1992.
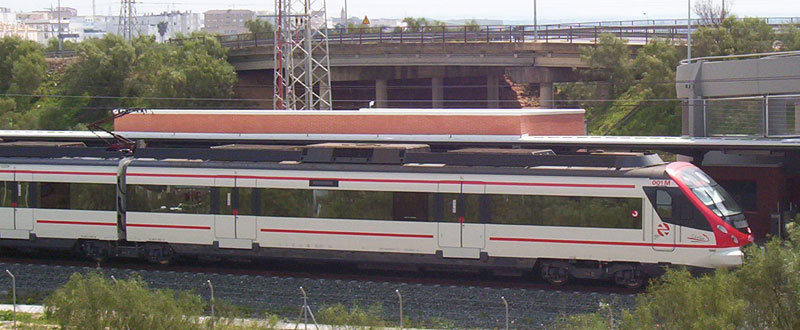
Serie Civia från 2003.
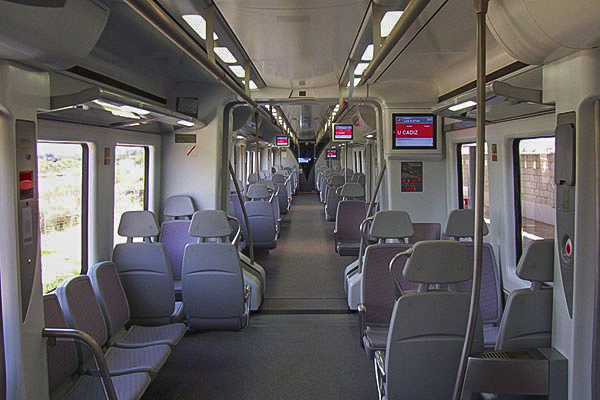
Interiören i de nyaste tågen.